# Джовани Монтекорвино
Вижте пояснителната страница за други личности с името Джовани.
Джовани Монтекорвино (на италиански: Giovanni da Montecorvino) е италиански францискански монах, пътешественик-изследовател, първи архиепископ на Пекин.

## Произход
Роден е през 1246 година в Монтекорвино Ровела, Италия.

## Мисионерска дейност (1272 – 1328)
През 1272 г. е изпратен от император Михаил VIII Палеолог при папа Григорий X за преговори за обединяване на източноправославната и католическата църква. От 1272 до 1289 г. по поръчение на папата провежда мисионерска дейност в Близкия изток, главно в Персия.
През 1289 г. папа Николай IV снабдява Джовани с писма до великия монголски хан, арменския цар и патриарха на яковитите, като му заповядва да пътува на изток до Китай, където по това време се намира Марко Поло. Същата година Джовани пристига в иранския град Тебриз, където по това време там има францисканска мисия. След две години от Ормуз се отправя по море за Индия и пребивава в района на Мадрас повече от година сред местните християни, почитащи апостол Тома. От там изпраща писма-отчети, написани през декември 1292 г., които стават първите източници за западното индийско крайбрежие. В тях той прави много добро описание на Южна Индия, бита на нейното население, търговията и мореплаването в условията на мусонния климат. През 1293 г. по море се добира до Китай и прекарва там около 35 години.
При пристигането си в Китай установява, че Кубилай хан току-що е починал и на престола се е възкачил Тимур. Независимо от противодействието на пекинските християни-несторианци той развива бурна мисионерска дейност. През 1299 г. построява първата католическа църква в Китай, а след още шест години още една, срещу императорския дворец. Джовани отлично научава китайски език, превежда на него Новия Завет и Псалтира, откупува от робство 150 момчета, научава ги на гръцки и латински, посвещава ги в католицизма и ги назначава за служители в двете църкви.
Папа Климент V е много доволен от успехите му в Китай и през 1307 г. му изпраща в помощ седем францискански епископи със задачата да му присъдят архиепископски сан. До Китай се добират само трима, а след това през 1312 г. от Рим тръгват още трима. След смъртта му през 1328 г. католическата църква съхранява своето присъствие в Китай още 40 години, до въстанието на Червените забрадки.